# Etheria
Etheria är en filippinsk fantasy-TV-serie som ursprungligen sändes i GMA Network 12 december 2005-17 februari 2006. Den fullständiga titeln är Etheria: Ang Ikalimang Kaharian ng Encantadia (Etheria: The Fifth Kingdom of Encantadia), vilket refererar till Encantadia, den framgångsrika föregående serien. Etheria innehöll 50 avsnitt